# قتابيات
القتَّابيات فصيلة تضمن أجناسًا حلزون البحر العائمة الصغيرة، والرخويات وبطنيات القدم التي تعيش في أعالي البحار.  أشهر أجناسها القتابة.
هذه الفصيلة هي جزء من مجموعة أكبر تُعرف باسم فراشات البحر لأنها تسبح برفرفة ما يبدو أنه «أجنحة» صغيرة.